# Wieżyca (województwo pomorskie)
Wieżyca (kaszub. Wieżëca) – wieś w Polsce, położona w województwie pomorskim, w powiecie kartuskim, w gminie Stężyca. Położona na Kaszubach.
Wieś leży na obszarze Kaszubskiego Parku Krajobrazowego. Wchodzi w skład sołectwa Szymbark. 
W latach 1975–1998 Wieżyca administracyjnie należało do województwa gdańskiego.
Przed 2023 r. miejscowość była częścią wsi Szymbark.
Ze stoków Wzgórz Szymbarskich rozpościera się panoramiczny widok na Jezioro Ostrzyckie, będące częścią szlaku wodnego „Kółko Raduńskie”. Obecnie Wieżyca jest przede wszystkim letniskiem, które zimą staje się ośrodkiem sportów zimowych. Znajduje się tu Kaszubski Uniwersytet Ludowy.
W pobliżu szczyt Wieżyca (329 m n.p.m.).

## Dzieje miejscowości
Nazwa letniska wywodzi się od szczytu Wieżyca. Epizodyczne nazwy: Turmberg (1889 lub 1895), Wilhelmshöhe, Turmberg (nazwa stacji kolejowej w 1901), Wieżeca (nazwa miejscowości w 1923 – od kaszub. Wieżëca)
Ok. 1933 r. została określona jako osada. W 1982 r. ustalono rodzaj miejscowości jako część wsi Szymbark.

### Chronologia wydarzeń
tereny Wieżycy należały
- do 1308 – do kasztelanii w Chmielnie (Księstwo pomorskie)
- od 1308 – do państwa krzyżackiego
- 1466–1772 – do I Rzeczypospolitej
- od 1772 – od I rozbioru Polski terytorium Królestwa Prus
- od 1793 – do Rejencji Zachodniopruskiej w Kwidzynie (Prusy Zachodnie)
- od 1815 – do Rejencji w Gdańsku (Prusy Zachodnie)
- 1818–1829 – do powiatu kartuskiego (Prusy Zachodnie)
- 1829–1878 – do powiatu kartuskiego (Prusy (prowincja))
- 1878–1920 – do powiatu kartuskiego (Prusy Zachodnie)
- 1920–1939 – do powiatu kartuskiego (II Rzeczpospolita)
- 1939–1945 – do powiatu kartuskiego (okupacja III Rzeszy)
- 1945–1975 – do gminy Stężyca, powiatu kartuskiego, województwa gdańskiego (PRL)
- 1975–1998 – do gminy Stężyca, województwa gdańskiego (Polska Rzeczpospolita Ludowa, Rzeczpospolita Polska)
- od 1999 – do gminy Stężyca, powiatu kartuskiego, województwa pomorskiego (Rzeczpospolita Polska)